# Quirquiña (banda)
Quirquiña es una agrupación boliviana de género pop rock, formada en La Paz hacia fines del año 1998. Los fundadores de esta banda paceña fueron  Benjo Chambi en la batería, Alejandro De Ugarte, Reynaldo Castañón y Alejandro Delius como vocalista. El año 2005 ingresaron Sergio de Ugarte (Baterista) y Mateo Caballero (vientos y voces).
Juntos han editado 4 álbumes: Espermanente (2003), 2.5 (2005), Mixturas (2007) y Zero (2008), todos ellos con la participación de importantes músicos y productores locales.  
Fueron ganadores de numerosos premios y reconocimientos en Bolivia y el exterior, y autores de varios éxitos que trascendieron las fronteras de Bolivia. Juntos recorrieron todo el territorio nacional, y estuvieron presentes en varios festivales fuera de Bolivia.
En el año 2020 anunciaron el retorno de la banda con el sencillo Prohibida (remake 2020), tras reunirse después de muchos años en el aniversario de la radio ciudad y en el  Chukutafest-La paz,2019 dando una presentación espectacular ovacionada por el público boliviano.

## Discografía

#### Álbumes
- 2003 - Espermanente
- 2005 - 2.5
- 2007 - Mixturas
- 2008 - Zero

#### Sencillos
- Repriss
- Clausura
- Incurable
- Miedo
- Divino Bombón
- Ironía

## Videos
- Senderos
- Clausura
- Miedo
- Divino Bombón